# Anisopus mannii
Anisopus mannii là một loài thực vật có hoa trong họ La bố ma. Loài này được Nicholas Edward Brown mô tả khoa học đầu tiên năm 1895 khi ông mô tả chi Anisopus.
Loài này phân bố trong khu vực Tây và Tây Trung nhiệt đới châu Phi.